# Menno Slot
Menno Slot (Amsterdam, 20 februari 1972) is een Nederlands producent voor televisie en film. Het grootste succes als producent heeft hij bereikt met zijn medewerking aan de verfilming van het Carry Slee boek SPIJT!! Deze film heeft 400.000 bezoekers naar de bioscopen gebracht. Hiernaast is hij een van de grondleggers van een eigen filmlocatiebedrijf.

## Filmografie

### (Uitvoerend) producent
- 2013 - Spijt! (uitvoerend producent)
- 2013 - Graffiti Detective (line producer)
- 2012 - De groeten van Mike! (uitvoerend producent)
- 2012 - Cop vs Killer (uitvoerend producent)
- 2012 - Joey's eerste gevecht (uitvoerend producent)
- 2011 - Razend (uitvoerend producent)
- 2011 - De eerste snee

### Acteur
- 2017 - Misfit (film)
- 2016 - Alleen op de Wereld
- 2012 - Als je verliefd wordt
- 2009 - Kapitein Rob en het geheim van professor Lupardi